# Lager Uzamnica
Koordinaten: 43° 46′ 59″ N, 19° 17′ 33″ O
Das Lager Uzamnica  war ein während des Bosnienkrieges betriebenes Internierungslager in Višegrad. Es diente den serbischen Streitkräften dazu, vor allem Bosniaken zu internieren.

## Geschichte
Viele der Bosniaken, die bei den Massakern von Višegrad nicht getötet wurden, wurden an verschiedenen Orten in der Stadt interniert, einschließlich der ehemaligen JNA-Kaserne in Uzamnica, fünf Kilometer von Višegrad entfernt.
Frauen wurden von serbischen Soldaten vergewaltigt, die Soldaten schlugen und terrorisierten nicht-serbische Zivilisten. Täglich kam es zu verbreiteten Plünderungen und Zerstörungen nicht serbischer Häuser und die beiden Moscheen der Stadt wurden zerstört.
Im Lager Uzamnica internierte Gefangene waren unmenschlichen Bedingungen ausgesetzt. Viele wurden regelmäßig gefoltert. Serbische Paramilitärs durften das Lager betreten, um die Gefangenen nach Belieben zu schlagen und zu foltern. Infolge dieser Übergriffe erlitten viele der Opfer schwere und dauerhafte Verletzungen. Die Wachen bezeichneten die Gefangenen als „schmutzige Zigeuner“ die sie „töten wollen“.
Es wurden viele der Gefangenen für harte Zwangsarbeit eingesetzt.
Laut den von Ed Vulliamy befragten Überlebenden, wurde als Nahrung den meist muslimischen Gefangenen ausschließlich Schweinefleisch zur Verfügung gestellt. Einige dieser Häftlinge wurden über zwei Jahre in diesem Lager festgehalten.

## Folgen
Die Ermittlungen zeigten, dass sowohl Milan Lukić als auch Sredoje Lukić regelmäßig das Lager „besuchten“. Im Lager traten und schlugen sowohl Milan Lukić als auch Sredoje Lukić die Häftlinge heftig und wiederholt mit ihren Fäusten, Schlagstöcken, Stöcken und Gewehrkolben. Mehrere Opfer sagten vor der Prozesskammer des Internationalen Strafgerichtshofs für das ehemalige Jugoslawien (ICTY) über diese brutalen Schläge und die schweren und dauerhaften Verletzungen aus, die sie erlitten hatten, und über das Leiden, das sie erlitten hatten.
Milan Lukić wurde wegen seiner Beteiligung an Menschenrechtsverletzungen für schuldig befunden, dass er in zehn Fälle von Verbrechen gegen die Menschlichkeit und in neun Fälle von Verstößen gegen die Kriegsgesetze verstoßen habe, einschließlich Mord, Folter, Plünderung und Sachbeschädigung. Er wurde am 20. Juli 2009 zu einer lebenslangen Freiheitsstrafe verurteilt.
Die Prozesskammer befand Sredoje Lukić wegen Kriegsverbrechen und Verbrechen gegen die Menschlichkeit für schuldig und verurteilte ihn zu 30 Jahren Haft.